# Rabunek dzieci przez III Rzeszę

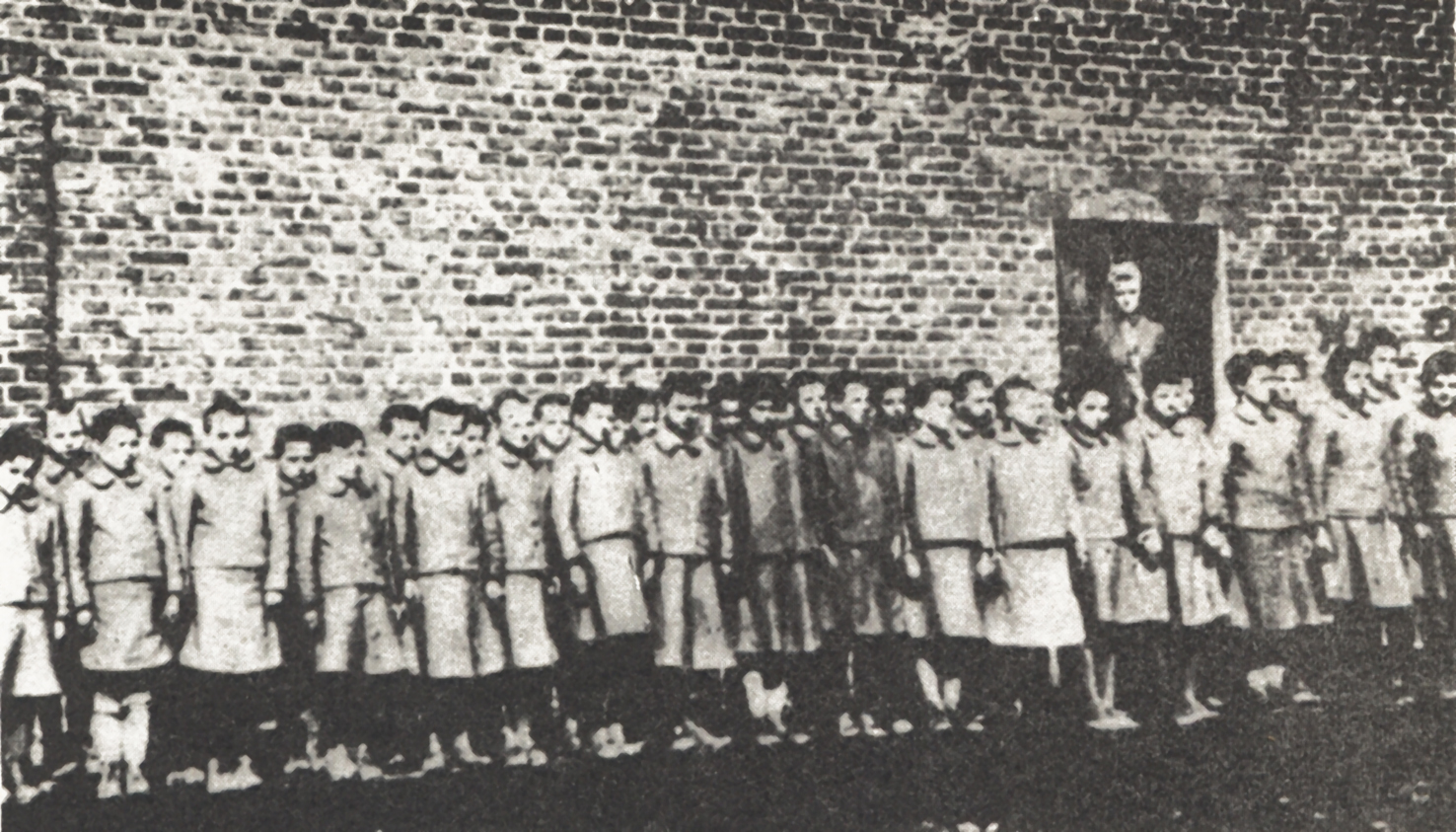
Polskie dziewczęta w obozie pracy w Dzierżąznej k. Zgierza – obóz był filią obozu przy ul. Przemysłowej w Łodzi

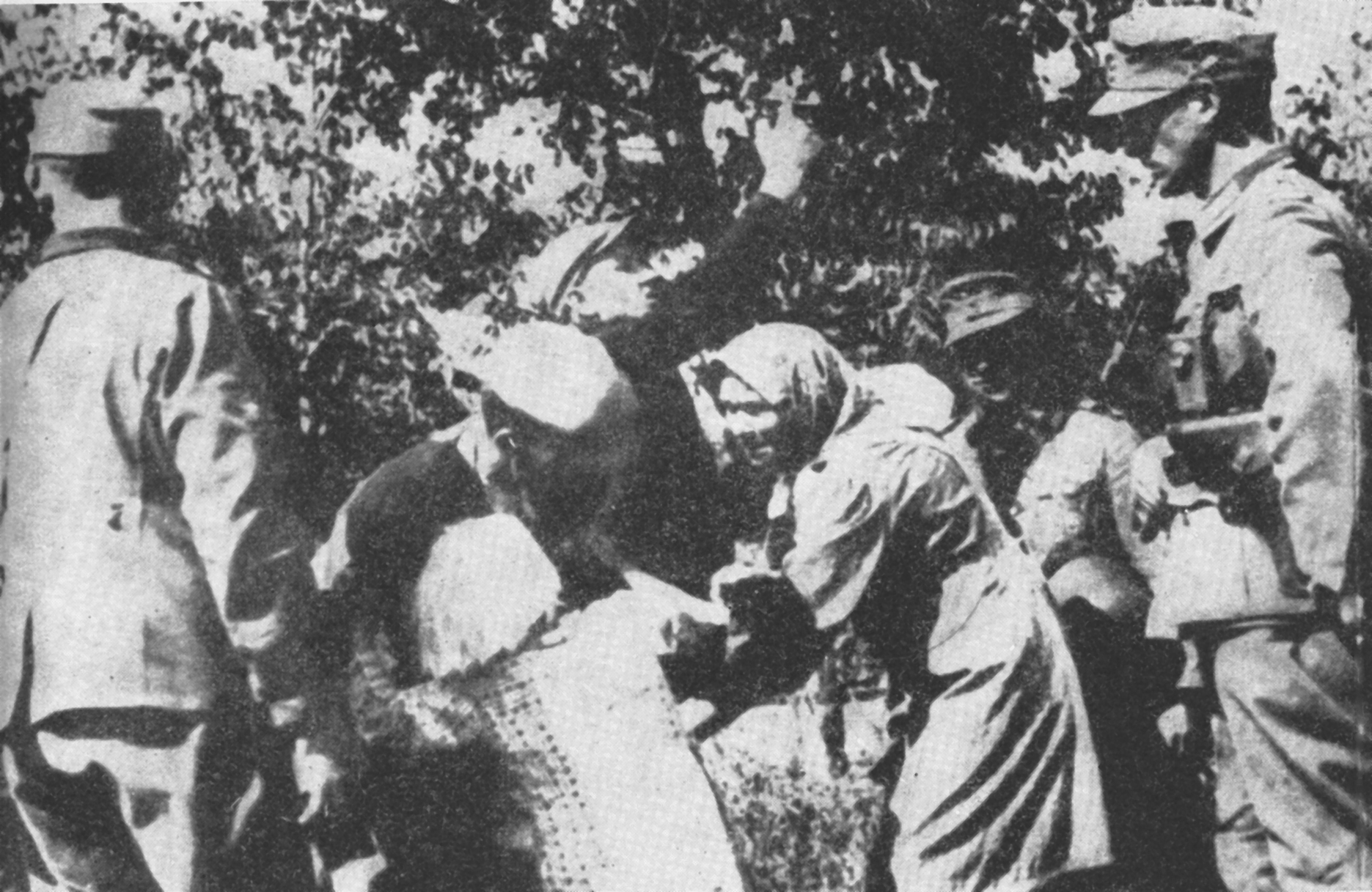
Rabunek dzieci polskich podczas operacji wysiedleńczej na Zamojszczyźnie

Rabunek dzieci – niemiecki nazistowski plan uprowadzania i germanizowania dzieci, uznanych przez pseudonaukowe założenia niemieckiej eugeniki za „wartościowe rasowo”, realizowany praktycznie w sposób zinstytucjonalizowany na okupowanych w czasie II wojny światowej przez III Rzeszę terytoriach Polski, ZSRR, Czech oraz innych krajów.
Rabunek dzieci był częścią szerszego założenia przesiedleńczo-germanizacyjnego, Generalnego Planu Wschodniego.
Największy wpływ na kształt Generalplan Ost miała książka „Blut und Boden” („Krew i Ziemia”). „Krew i Ziemia” to hasło niemieckiego planu. Jego idea łączyła mityczne patrzenie na chłopa z czystą krwią niemiecką – podkreśliła podczas pierwszej międzynarodowej konferencji naukowej „Rabunek i germanizacja polskich dzieci w czasie II wojny światowej” dr Joanna Lubecka z krakowskiego oddziału IPN.
Dzieci uprowadzane były przemocą, często z użyciem podstępu i w wyniku zamordowania rodziców, kierowano je do specjalnych ośrodków i wydziałów odpowiednich instytucji lub do eufemistycznie nazwanych przez nazistowską propagandę tzw. wiosek dziecięcych (niem. Kinderdörfer) – w istocie były to obozy selekcji rasowej (tzw. selekcji wartościującej) dla dzieci (niem. Kindererziehungslager), gdzie niszczono oryginalne metryki urodzenia zastępując je nowymi, zmieniano nazwiska dzieci na niemieckie i dokonywano wstępnej germanizacji.
Jednym z takich miejsc był Gaukinderheim w Kaliszu. Ośrodek zniemczania dzieci zorganizowano na terenie klasztoru, po uprzednim usunięciu z niego sióstr zakonnych. Przy kaliskim zakładzie działało tajne biuro meldunkowe, nadzorowane przez Lebensborn. Rejestrowano w nim dzieci przeznaczone do zniemczenia i wywiezienia. Tajne biuro meldunkowe, w którym zmieniano dzieciom tożsamość, w zasadzie uniemożliwiało odnalezienie uprowadzonego dziecka.
Z obozów germanizacyjnych dzieci przekazywane były rodzinom niemieckim. Dzieci uznane za „małowartościowe” odsyłano do obozu koncentracyjnego w Auschwitz w celu eksterminacji lub do osiedlenia w Generalnym Gubernatorstwie. Jednym z najbardziej znanych przypadków rabunku i germanizacji polskich dzieci jest historia Alojzego Twardeckiego.
Osobną akcją w ramach programu rabunku dzieci była przeprowadzana w 1944 przez niemiecką Grupę Armii „Środek” i 9. Armię na terytorium Ukrainy i Polski akcja specjalna Heuaktion, podczas której pochwycono 40–50 tys. dzieci. Spośród wszystkich ofiar rabunku dzieci najwięcej pochodziło z terytorium Polski – ocenia się, iż Niemcy przymusowo wywieźli ogółem 200 tys. dzieci polskich, z tej liczby udało się odnaleźć po wojnie zaledwie 30 tys.
Rabunek dzieci został uznany przez Międzynarodowy Trybunał Wojskowy w Norymberdze za zbrodnię ludobójstwa. Konwencja ONZ w sprawie zapobiegania i karania zbrodni ludobójstwa z 1948 w art 2e zalicza do ludobójstwa przymusowe przekazywanie dzieci członków grupy do innej grupy. Konferencja UNESCO z 1948, mająca miejsce w Trogen w Szwajcarii, uznała proceder rabunku i eksterminacji dzieci za zbrodnię przeciwko ludzkości.

## Historia

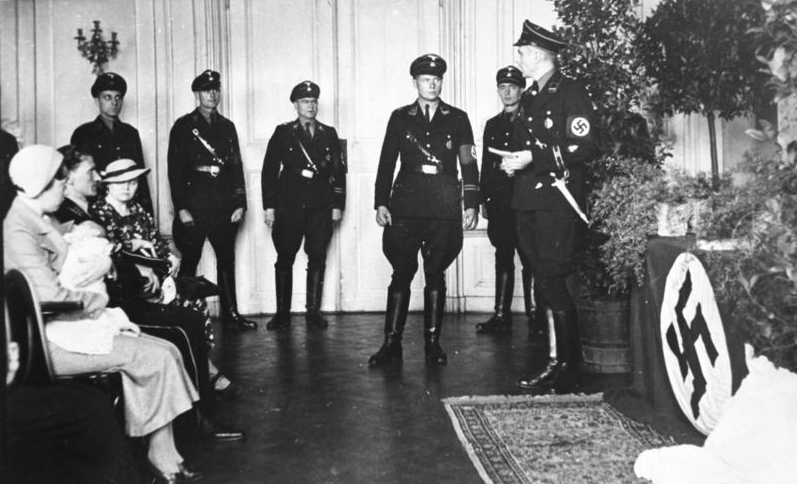
Ceremonia „chrztu” dziecka adoptowanego przez niemiecką rodzinę z ośrodka Lebensborn

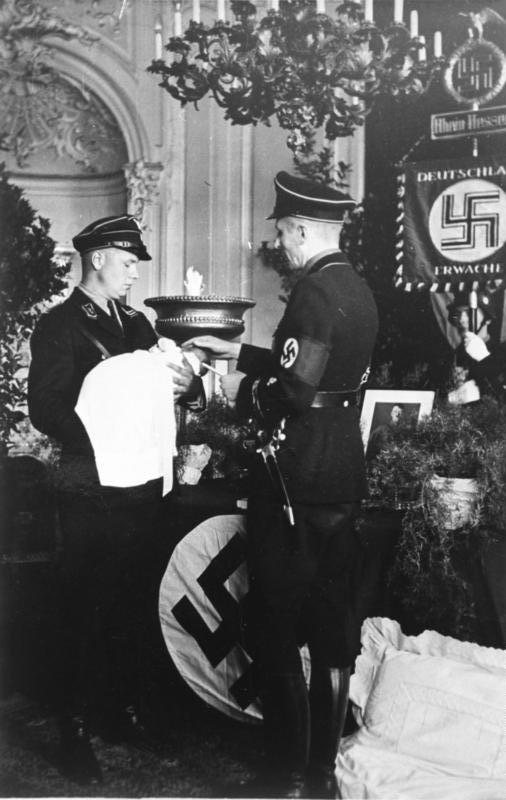
„Chrzest” dziecka z Lebensborn przed portretem Adolfa Hitlera

Za politykę ludnościową na terytoriach okupowanych, na mocy dekretu z dnia 7 listopada 1939 wydanego przez Adolfa Hitlera został odpowiedzialny Heinrich Himmler, mianowany „komisarzem Rzeszy do spraw umocnienia niemieckości” (niem. Reichskomissar für die Festigung deutschen Volkstums, RKFDV). Himmler uzyskał wszelkie pełnomocnictwa i całkowity wpływ na akcję germanizacyjną wszystkich podbitych narodów, realizowaną ściśle według pseudonaukowych teorii niemieckiej eugeniki i rasizmu, które uzyskały w III Rzeszy wymiar narodowo-polityczny.
Plan zakrojonej na szeroką skalę akcji germanizacyjno-przesiedleńczej określanej ogólnie nazwą rabunku dzieci, powstał prawdopodobnie w nazistowskim Urzędzie do Spraw Rasowo-Politycznych Narodowosocjalistycznej Niemieckiej Partii Robotniczej NSDAP (niem. Rassenpolitisches Amt der NSDAP). Urząd ten już 25 listopada 1939 wystosował do Heinricha Himmlera, Reichsführera SS i szefa policji niemieckiej, 40–stronicowe opracowanie „Sprawa traktowania ludności byłych polskich obszarów z rasowo-politycznego punktu widzenia”. Ostatni rozdział tego dokumentu odnosi się do „wartościowych rasowo” dzieci polskich i planów przymusowego ich pozyskania:
Znaczna część rasowo wartościowych, ale z narodowych względów nieprzydatnych do zniemczenia warstw narodu polskiego, będzie musiała zostać wysiedlona na pozostały polski teren (...) musi się próbować wyłączyć z przesiedlenia rasowo wartościowe dzieci i wychować je w starej Rzeszy w odpowiednich zakładach wychowawczych (...) albo też niemieckiej opiece rodzinnej. Wchodzące w rachubę dzieci nie mogą liczyć więcej jak osiem do dziesięciu lat, ponieważ z reguły tylko do tego wieku możliwe jest prawdziwe przenarodowienie, tzn. ostateczne zniemczenie. Warunkiem jest całkowite zaprzestanie utrzymywania jakichkolwiek stosunków z ich polskimi krewnymi. Dzieci otrzymają niemieckie nazwiska (...) ich rodowód będzie prowadzony przez specjalną placówkę.
W 1940 Heinrich Himmler opracował wstępne wytyczne dotyczące programu rabunku dzieci, w dniu 15 maja 1940 w dokumencie „Kilka myśli o traktowaniu obcoplemiennych na wschodzie” (niem. Einige Gedanken ueber die Behandlung der Fremdenvoelker im Osten) zawarł najistotniejsze jego założenia:
- Na terenie Polski pozostałyby jedynie czteroklasowe szkoły powszechne, uczono by w nich liczenia do 500, pisania nazwiska i wpajano by zasadę, iż nakazem bożym ludności polskiej jest posłuszeństwo wobec Niemców, uczciwość, pilność i grzeczność. Nie byłoby konieczne aby ludność polska potrafiła czytać.
- Rodzice, chcący lepiej wykształcić swoje dzieci, musieliby napisać specjalny wniosek do odpowiednich dowódców SS i policji. Na podstawie wniosku specjaliści sprawdzaliby najpierw czy dziecko jest „wartościowe rasowo”, jeżeli ich opinia byłaby pozytywna dziecko trafiałoby do Niemiec w celach germanizacyjnych a ich dalszy los uwarunkowany byłby lojalną postawą rodziców wobec III Rzeszy. Dziecko uznane za „małowartościowe rasowo” nie miałoby żadnych możliwości lepszej edukacji.
- Co roku przeprowadzana by była akcja selekcyjna wśród dzieci w wieku od lat sześciu do dziesięciu według zasad rasowych niemieckiej eugeniki; dzieci które przeszły ją pozytywnie i uznane zostały za materiał warty „pozyskania” trafiałyby także do Niemiec, po wcześniejszej zmianie nazwisk, gdzie poddane by zostały dalszej germanizacji.

Celem tego planu było wyniszczenie narodu polskiego (docelowo także innych narodowości z rejonów Europy Środkowo-Wschodniej i Wschodniej, określonych założeniami Generalnego Planu Wschodniego), pozostawienie na ziemiach polskich w ciągu następnych 10 lat ludności określanej jako „bezwartościowa rasowo”, służącej Niemcom jako siła robocza. Wytyczne te zostały osobiście zaakceptowane w dniu 20 czerwca 1940 przez Adolfa Hitlera, który polecił sporządzenie kilku tajnych kopii dokumentu Himmlera i dostarczenie ich do odpowiednich organów SS, naczelnikom okręgów wschodnich (niem. Gauleiter), oraz generalnemu gubernatorowi – nakazując traktowanie założeń planu rabunku dzieci jako priorytety polityki na polskich terytoriach okupowanych.
W 1942 roku Główny Urząd Rzeszy dla Spraw Umocnienia Niemczyzny z siedzibą w Berlinie wystosował tzw. rozporządzenie nr 67/I, które stanowiło podstawę dla działalności germanizacyjnej szeregu niemieckich instytucji działających w okupowanej Polsce jak sieć ośrodków Lebensborn, Niemieckich Szkół Ojczyźnianych, Urzędów Rasy i Osadnictwa oraz szeregu władz administracyjnych i wojskowych. Dokument ten dotyczący „zniemczania dzieci z rodzin polskich i byłych polskich sierocińców” zalecał weryfikację dzieci „nadających się do zniemczenia” poprzez ich selekcje na podstawie badań rasowych i psychologicznych oraz umieszczanie:
...dzieci w wieku od 6 do 12 lat w Niemieckich Szkołach Ojczyźnianych, a w wieku od 2 do 6 lat u rodzin, które wskaże Lebensborn.

## Instytucje
Proces wdrażania i praktycznej realizacji programu rabunku dzieci został zinstytucjonalizowany, kilka różnych organizacji niemieckich było odpowiedzialnych za całość przedsięwzięcia, współdziałając w wykonywaniu głównych jego celów:

### Kategoria pierwsza
Władze, które określały ogólne kierunki polityczne i wytyczne programu:
- Reichsführer SS i szef niemieckiej policji (RFSS)
- Komisarz Rzeszy do spraw umocnienia niemczyzny (RKFDV)
- Minister do spraw wewnętrznych Rzeszy (niem. Reichsminister des Innern)

### Kategoria druga
Władze wydające odpowiednie instrukcje wykonawcze w formie rozporządzeń lub zarządzeń:
- Główny Urząd Rasy i Osadnictwa SS (RuSHA)
- Centrala Przesiedleń Niemców Etnicznych (niem. Volksdeutsche Mittelstelle, VOMI)
- NSDAP

### Kategoria trzecia

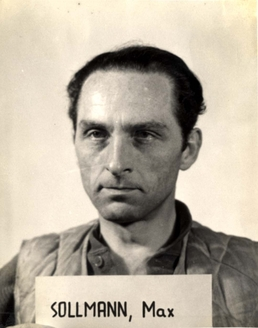
Szef Lebensborn Max Sollmann oskarżony w Procesie norymberskim

Instytucje praktycznie wykonujące założenia programu rabunku dzieci:
- Lebensborn e. V.[b]
- Deutsche Heimschulen (pol. obozy ojczyźniane)
- Nationalsozialistische Volkswohlfahrt e. V. (NSV) (pol. Narodowosocjalistyczne Towarzystwo Opieki Społecznej)
- Kinderlandverschickung (KLV) (pol. wysyłanie dzieci na prowincję)
- Erweiterte Kinderlandverschickung (EKLV) (pol. wysyłanie dzieci na prowincję w szerszym zakresie)
- „Gauselbstverwaltung” i urzędy „Kreishauptmanna” w Generalnym Gubernatorstwie

### Kategoria czwarta
Do czwartej kategorii można zaliczyć obozy koncentracyjne tworzone specjalnie dla dzieci, w których umieszczano bezdomne dzieci, dzieci z sierocińców, a także dzieci tzw. „terrorystów polskich” zabijanych przez Niemców oraz dzieci ludności polskiej wysiedlanej z terenów przeznaczonych na niemiecką kolonizację w ramach akcji Heim ins Reich. Do takich obozów należały m.in.:
- Prewencyjny Obóz Policji Bezpieczeństwa dla Młodzieży Polskiej w Łodzi[10]
- Obóz niemiecki dla Polaków (Polenlager) w Pogrzebieniu tzw. „Kinderlager”

## Lebensborn
„Jednego dnia w 1942 roku, gdy przyszedłem do biura, usłyszałem płacz i krzyki dzieci w sąsiednim pokoju. Udałem się tam i zauważyłem 5 dzieci w towarzystwie pielęgniarki. Zapytałem się o przyczynę płaczu tych dzieci i wówczas dowiedziałem się, że są to dzieci, których rodzice wychowywali je wbrew zasadom narodowego socjalizmu. Dzieci te zostały im odebrane, aby je wychować w duchu niemieckim przez rodziny niemieckie i w ten sposób odzyskać „utraconą krew niemiecką”. Dowiedziałem się wówczas, że rodzice tych dzieci posiadają przynależność państwową polską, noszą nazwiska niemieckie, a ich przodkowie sprzed 130 lat przybyli ze Szwabii i w tych okolicach się osiedlili. Dzieci te zostały odebrane od dwóch rodzin.” – Ryszard Stubke, komisarz ziemski z Mielca.
Stowarzyszenie Lebensborn e.V., obok „Deutsche Heimschulen” i NSV, było głównym wykonawcą zbrodniczego programu rabunku dzieci. Lebensborn e.V. powstało 12 grudnia 1935 z inicjatywy Heinricha Himmlera, a jego członkami mogli zostać tylko członkowie SS. W założeniach miało za zadanie nadzorowanie zasad tzw. czystości rasowej, drogą popierania rodzin niemieckich „rasowo wartościowych”, opiekę nad dziećmi tych rodzin (zarówno ślubnymi, jak i nieślubnymi) i matkami, oraz tzw. opiekuństwo ustawowe.
Początkowo nadzór nad Lebensborn sprawował urząd RuSHA, który przekazywał towarzystwu polityczne instrukcje, a od 1936 podlegał wyłącznie sztabowi RFSS (Reichsführera-SS). Zadanie germanizacji polskich dzieci zostało wydane Lebensborn zarządzeniem komisarza Rzeszy do spraw umocnienia niemczyzny (RKFDV) z dnia 19 lutego 1942. Zgodnie z tą instrukcją stowarzyszenie zajmowało się umieszczaniem dzieci w zakładach specjalnych lub niemieckich rodzinach zastępczych, przeprowadzało adopcje, fałszowało metryki urodzeń i różne zaświadczenia, zmieniało dzieciom imiona i nazwiska na niemieckie (np. Alina Antczak na Hilde Anzinger, Barbara Mikołajczyk na Barbara Micker), rozmieszczało „dzieci ze wschodu” (niem. Ostkinder) na terenie Niemiec i innych krajów Europy m.in. za pomocą własnego biura meldunkowego oraz pokrywało wszystkie koszty utrzymania dzieci, ich wychowania i ubezpieczenia. Po wojnie w wyniku dochodzenia odnajdywano dzieci w Niemczech, Austrii, a nawet w Hiszpanii, jednak poszukiwania utrudniał fakt zniszczenia przez pracowników Lebensborn większości akt i dokumentacji.

## Selekcja wartościująca

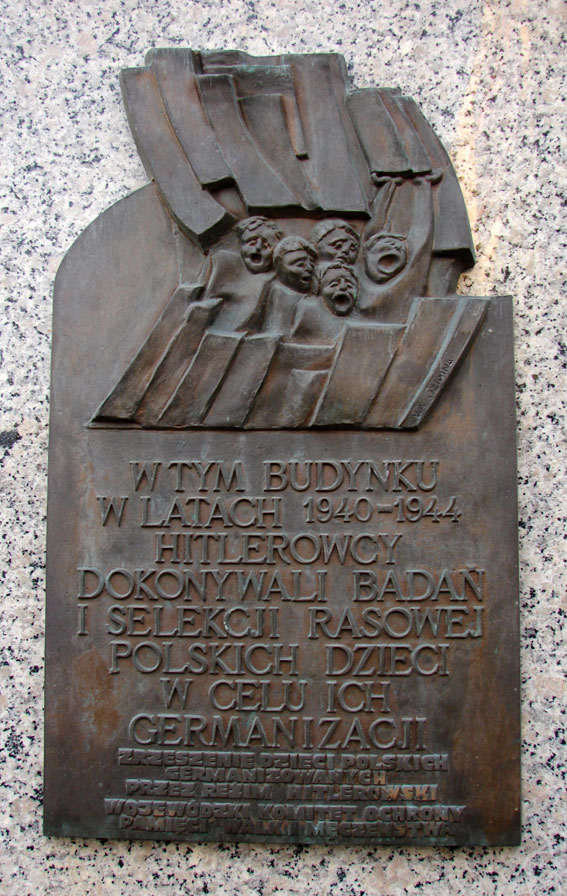
Tablica umieszczona na ul. Piotrkowskiej w Łodzi upamiętniająca dzieci poddane selekcji rasowej w celu ich germanizacji.

Dzieci umieszczone w specjalnych ośrodkach tymczasowych, wydziałów zdrowia towarzystwa Lebensborn E.V. lub obozach dla dzieci (niem. Kindererziehungslager) przechodziły tzw. selekcję wartościującą lub selekcję rasową – były to drobiazgowe badania rasowe (oparte w różnym stopniu na założeniach pseudonaukowych), psychologiczne i lekarskie, przeprowadzane zwykle przez ekspertów z RuSHA (niem. Eingungspruefer) lub lekarzy z urzędów zdrowia (niem. Gesundheitsamt). Tzw. ocena rasowa określała przynależność dziecka do jednego z 11 typów rasowych (np. typ N-F-ob, nordycko-falijsko-wschodnio-bałtycki), dokumentacja z opisem wyników badań rasowych zawierała 62 punkty, w których zawarte były informacje o proporcjach i wielkości ciała, kolorze oczu, włosów, a także kształcie czaszki – definiowanych za pomocą badań antropometrycznych, w tym kraniometrycznych.
Podczas badań selekcyjnych dzieci dzielono na następujące grupy:
- Grupa stanowiąca „pożądany przyrost ludności” (niem. erwünschter Bevölkerungszuwachs)
- Grupa będąca „możliwym do przyjęcia przyrostem ludności” (niem. tragbarer Bevölkerungszuwachs)
- Grupa określana jako „niepożądany przyrost ludności” (niem. unerwünschter Bevölkerungszuwachs)

Z uwagi na fakt iż badania rasowe decydowały w większości wypadków o dalszym losie badanych dzieci, a ich niekorzystny wynik mógł się zakończyć wywiezieniem do obozu i śmiercią lub innymi konsekwencjami: np. przymusowym odebraniem dziecka rodzicom, polecono aby dokonywano ich potajemnie pod pozorem „badań lekarskich”. Określała to instrukcja Głównego Urzędu Sztabowego komisarza Rzeszy z 24 maja 1943, przeznaczona do wyższych oficerów SS i policji na terytoriach okupowanych.

## Eksperymenty medyczne
Część dzieci nie spełniających nazistowskich kryteriów rasowych i zdrowotnych, np. uznane za upośledzone lub chore psychicznie (oceniane pod tym kątem na podstawie np. rygorystycznych testów na inteligencję) wyselekcjonowanych w ramach programu rabunku dzieci, przeznaczana była do celów eksperymentalnych – na terenie Polski znane są przynajmniej dwa zakłady specjalne w których stosowano doświadczenia medyczne na dzieciach w wieku od 8 miesięcy do 18 lat. Jeden z ośrodków, o nazwie Medizinische Kinderheilanstalt znajdował się w Lublińcu na Górnym Śląsku – w tym ośrodku dokonywano w stosunku do niepełnosprawnych dzieci także tzw. eutanazji (wówczas naziści, dla ukrycia zbrodniczego charakteru swoich działań, określali tym terminem proces uśmiercania niepełnosprawnych). Na podstawie nielicznej ocalałej dokumentacji i zeznań niemieckiego personelu tych zakładów, w szczególności zakładu w Lublińcu, stwierdzono iż dzieci były przekazywane przez NSV, sądy niemieckie lub ośrodki opieki społecznej. Dzieciom podawano duże ilości substancji psychoaktywnych, zwykle były to barbiturany, a zwłaszcza luminal lub weronal (pierwszy barbituran stosowany od 1903 w lecznictwie psychiatrycznym) – badano w ten sposób odporność na leki psychotropowe oraz wywołane przez nie efekty psychiczne i psychiatryczne, głównym celem tych eksperymentów była jednak zinstytucjonalizowana eksterminacja osób niepełnosprawnych.
Słabsze dzieci poddane tym eksperymentom zwykle umierały w stosunkowo krótkim czasie od podania dużej dawki leków, a dzieci które nie umierały wzbudzały szczególne zainteresowanie – rejestrowano w dokumentacji medycznej efekty uboczne i sposób ich zachowania. Większość dzieci umierała, a dokumentację fałszowano w celu zatarcia śladów, podając za przyczynę zgonu np. zapalenie płuc lub osłabienie serca – na podstawie statystyk umieralności zakładu specjalnego w Lublińcu, stwierdzono iż na 235 dzieci w wieku od 10 do 14 lat, które otrzymały zastrzyki z luminalu, zmarło 221. Od sierpnia 1942 do listopada 1944 zmarło w tym zakładzie 94% poddanych zbrodniczym doświadczeniom medycznym dzieci.

## Rewindykacja powojenna
Po zakończeniu wojny sprawą rewindykacji polskich dzieci zajmował się aktywnie Roman Hrabar. Napotykała ona na wiele formalnych przeszkód ze strony władz zachodnich stref okupacyjnych w Niemczech. Przede wszystkim wymagano od strony polskiej udowodnienia, że dane dziecko zostało „skradzione” z terytorium Polski. W następnej kolejności wymagano, aby dzieci powyżej 16 roku życia składały oświadczenia o chęci powrotu do Polski, co w przypadku dzieci uprowadzonych w młodym wieku i tam już nieraz stosunkowo dobrze zaaklimatyzowanych, które uznały swoich nowych „rodziców” za swoich, bywało problematyczne.